# Цинь На
Цинь На (кит. упр. 秦娜, пиньинь Qin Na, г. Чанчунь, провинция Цзилинь) — китайская шорт-трекистка. Участница Олимпийских игр 1998 года, Двукратная чемпионка мира.

## Биография
Цинь На появилась в 1998 году на Олимпийских играх в Нагано в качестве запасной, а следом выиграла золото на командном чемпионате мира в Бормио и на чемпионате мира в Вене в эстафете, в которой участвовали Ван Чуньлу, Ян Ян (S), Ян Ян (А) и Сунь Даньдань.